# José Luis Saso Vega
José Luis Saso Vega (Madrid, 29 de gener de 1927 - Valladolid, 15 de setembre de 2006) fou un futbolista, entrenador i dirigent esportiu madrileny.

## Trajectòria
Debutà a primera divisió amb l'Atlético de Madrid l'any 1947. La temporada 1948-49 jugà amb el Reial Valladolid d'Helenio Herrera. En aquest club aconseguí esdevenir porter titular durant deu anys. Com a major èxit esportiu disputà la final de la Copa d'Espanya de l'any 1950 enfront l'Athletic Club de Bilbao. Es retirà del futbol en actiu el 4 de maig de 1958 en el partit disputat enfront de la Unión Deportiva Las Palmas a l'Estadi Insular de Las Palmas de Gran Canaria.
Un cop es retirà es convertí en entrenador del club de Valladolid, al qual intentà salvar del descens sense assolir-ho. La temporada següent, però, amb ell a la banqueta, retornà de nou a primera. Romangué al club fins a l'any 1960. Durant aquest període portà al club joves talents uruguaians com Benítez i Endériz, i argentins com, Solé, Aramendi i Bagneras. Tornà a la banqueta del Valladolid durant tres etapes més. També fou president del club entre 1965 i 1967.
També fou entrenador del RCD Mallorca en tres etapes, entre 1960 i 1961, 1962 i 1963, i 1970 i 1973. També fou entrenador del RCD Espanyol la temporada 1961-1962, essent substituït pel tàndem Ricard Zamora-Julià Arcas abans de finalitzar aquesta.